# Jan Jerzy Przebendowski
Jan Jerzy Przebendowski herbu Kuna (ur. 1 listopada 1638 roku, zm. 24 lutego 1729 roku) – generał-major wojsk koronnych w 1728 roku,  podskarbi wielki koronny od 1703 roku, generał wielkopolski, wojewoda malborski 1697–1703, od 1693 kasztelan chełmiński, starosta mirachowski, pokrzywiński, pucki i grabowski, starosta kiszporski w latach 1697–1703, reichsgraf, pułkownik Jego Królewskiej Mości w 1676 roku, senator.
Poseł powiatu puckiego na sejm koronacyjny 1676 roku, sejm 1681 roku, sejm 1683 roku, poseł sejmiku malborskiego na sejm 1677 roku, poseł sejmiku mirachowskiego na sejm 1685 roku, sejm 1690 roku. Jako senator wziął udział w sejmach: 1696, 1697 (I), 1698 i 1699 roku.

## Życiorys
Pochodził ze średniozamożnej szlachty kalwińskiej z Prus Królewskich. Syn Piotra Przebendowskiego i Katarzyny z Krokowskich. Kształcił się w kolegium jezuickim w Starych Szkotach pod Gdańskiem i tam przeszedł na katolicyzm. Młodość spędził na dworze króla Jana Kazimierza. Wstąpił do służby wojskowej, walczył m.in. pod Chocimiem i Stawiszkami, doszedłszy do stopnia pułkownika. Podróżował w misjach dyplomatycznych do Saksonii, Brandenburgii i Francji. Był aktywny w życiu politycznym Prus Królewskich, skąd od 1668 r. był wielokrotnie wybierany posłem na sejm. Od Jana III Sobieskiego otrzymał w 1677 r. starostwo mirachowskie. Począwszy od 1690 r. stał się jednym z bliższych współpracowników Jana III, od którego otrzymał w 1693 kasztelanię chełmińską.
W okresie interregnum po śmierci Jana III Sobieskiego był kolejno stronnikiem Jakuba Sobieskiego i Franciszka Ludwika de Conti. Po zerwanym sejmie konwokacyjnym 1696 roku przystąpił 28 września 1696 roku do konfederacji generalnej. W późniejszym okresie, po pojawieniu się kandydatury saskiej, działał na rzecz Augusta Wettina. Współpracował wówczas z saskim wysłannikiem, pułkownikiem Jakubem Henrykiem hrabią Flemming, którego córkę pojął za żonę. Rola Przebendowskiego w elekcji Augusta II była ogromna; został on też głównym doradcą i współpracownikiem nowego monarchy. W ocenie znacznej części współczesnych Przebendowskiemu był w swoich działaniach bezkompromisowy i wręcz cyniczny. W 1697 roku podpisał elekcję Augusta II, podpisał także jego pacta conventa.
August II Mocny, po objęciu tronu polskiego, obdarowywał Przebendowskiego kolejnymi stanowiskami. W 1697 roku zostaje wojewodą malborskim, w 1703 podskarbim wielkim koronnym, w 1711 roku – hrabią Rzeszy (Reichsgraf). Odpowiada w znacznym stopniu za politykę wewnętrzną króla. Był autorem reform monetarnej (1703) i skarbowej (1710), podejmował działania na rzecz pobudzenia handlu oraz zintensyfikowania pracy chłopów.

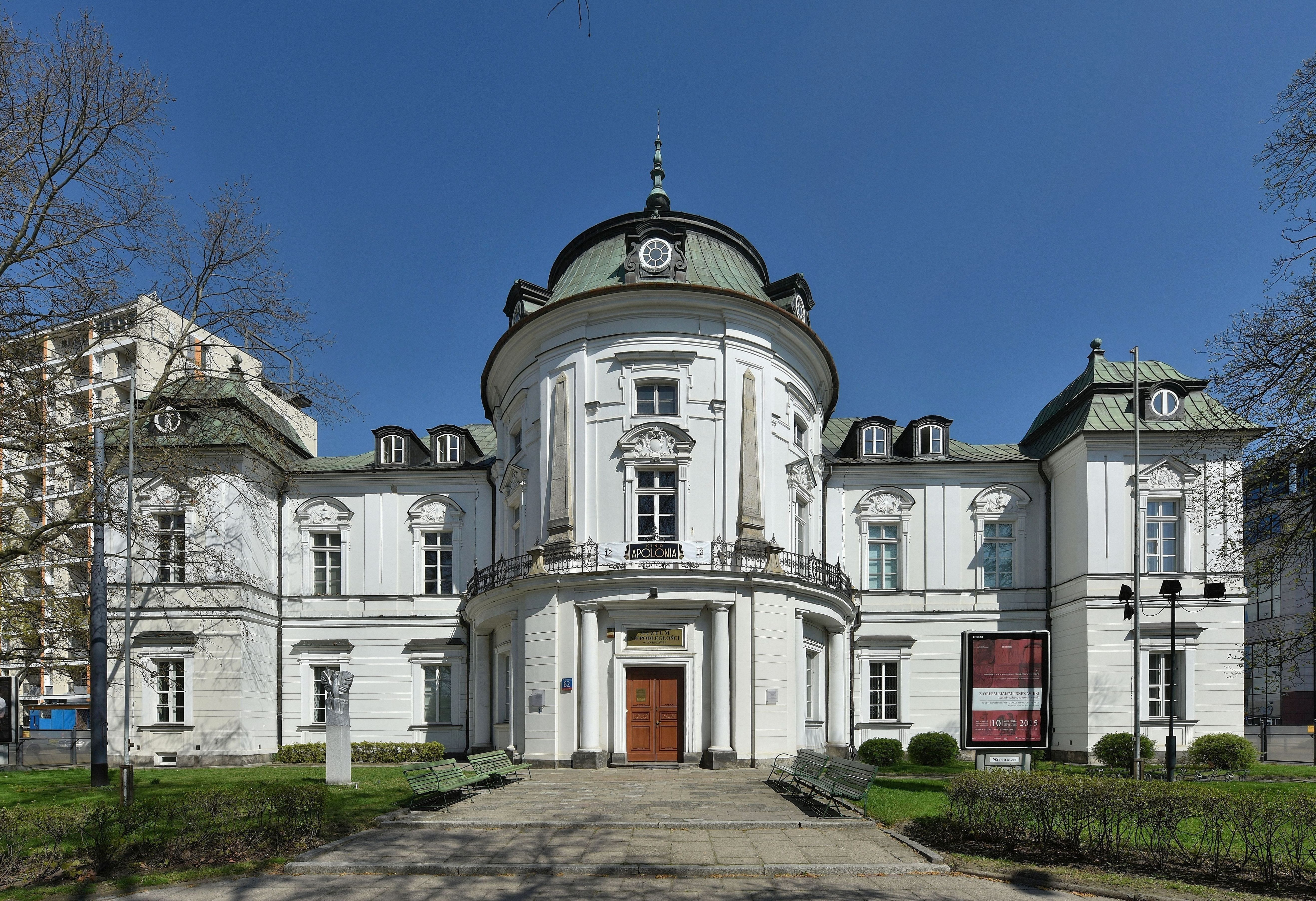
Pałac Jana Jerzego Przebendowskiego w Warszawie

W 1701 a następnie 1704 r. posłował do Berlina, najpierw starając się o pożyczkę, a następnie zabiegając o sojusz z Fryderykiem I, który nie był tym jednak zainteresowany. Podobnym fiaskiem zakończyła się saska misja, której przewodził wpływowy polityk i dyplomata Jakub Henryk Flemming. W styczniu 1702 roku podpisał akt pacyfikacji Wielkiego Księstwa Litewskiego. Był członkiem konfederacji sandomierskiej 1704 roku. W 1706 po zrzeczeniu się korony przez Augusta II nie uznał wyboru Stanisława Leszczyńskiego, udając się tym samym na emigrację. Po klęsce Szwedów pod Połtawą wkroczył ponownie wraz z Augustem II w granice Rzeczypospolitej. Był uczestnikiem Walnej Rady Warszawskiej 1710 roku, gdzie postulował reformy podatkowe. W 1713 wszedł w skład saskiego Tajnego Gabinetu. Brał także udział w sejmie niemym w 1717 r. W 1727 zawarł umowę handlową z cesarzem rzymsko-niemieckim zapewniającą wolny tranzyt towarów między Śląskiem, a Ukrainą.
Posiadacz licznych dóbr w Prusach Książęcych oraz na terenie Rzeczypospolitej. Za 160 tys. złotych odkupił od Jakuba Sobieskiego dobra rzucewsko-wejherowskie, które potem przeszły w ręce jego stryjecznego brata. Dobrodziej Ostrowa Wielkopolskiego (wyjednał u króla ponowne nadanie praw miejskich w 1713 r. i przywileje, wydobył miasto z upadku po wojnach XVII wieku) i dóbr przygodzickich. Należał do Czerwonego Bractwa – pierwszej polskiej loży masońskiej.
Pozostawił kilkoro nieślubnych dzieci wyniesionych do godności szlacheckich dzięki wsparciu królewskiemu.
Zmarł w swoim majątku w Przygodzicach k. Ostrowa Wielkopolskiego. Pochowany został w stolicy w kościele reformackim przy ulicy Senatorskiej w Warszawie.
Odznaczony Orderem Orła Białego.